# Třebohostice
Třebohostice (deutsch Trebhostitz) ist eine Gemeinde in Tschechien. Sie liegt zehn Kilometer nordwestlich von Strakonice in Südböhmen und gehört zum Okres Strakonice.

## Geographie

### Geographische Lage

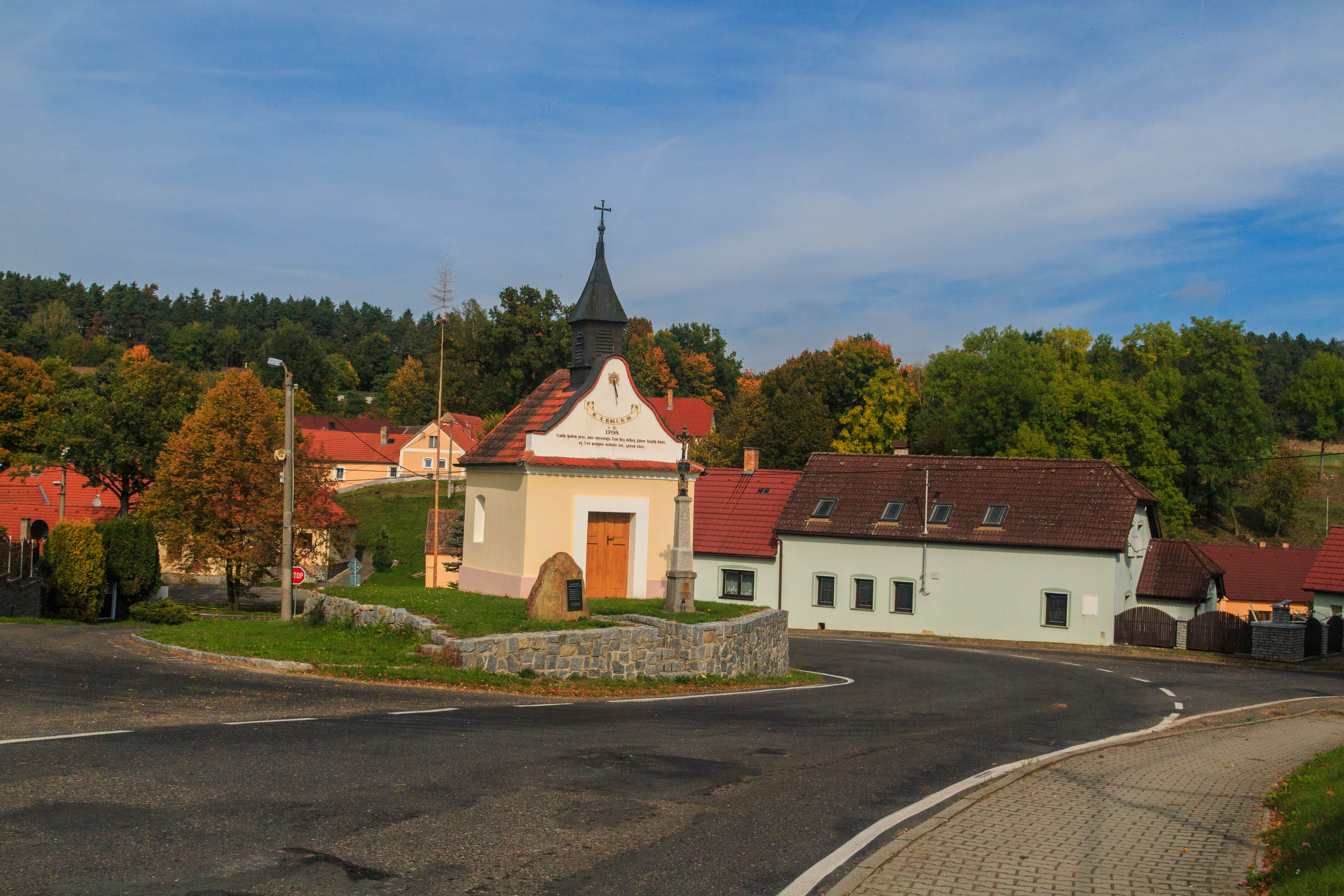
Třebohostice

Třebohostice liegt im Hügelland der Blatenská pahorkatina in einer Talmulde am Oberlauf des Baches Kolčavka (Rissowsky). Nördlich erhebt sich der Obrň (562 m), im Süden die Lelovka (488 m), im Südwesten die Jíva (518 m) sowie westlich der Zámek (577 m) und der Hřeben (597 m). Südöstlich liegt der Teich Třebohostický rybník. Durch das Dorf führt die Staatsstraße II/139 zwischen Horažďovice und Radomyšl.

### Gemeindegliederung
Die Gemeinde Třebohostice besteht aus den Ortsteilen Třebohostice (Trebhostitz) und Zadní Zborovice (Hinter Sborowitz) sowie den Ansiedlungen Chalupy und V Horách.

### Nachbargemeinden
Nachbarorte sind Doubravice, Na Sázkách und Lažany im Norden, Kořenský Mlýn, Hradec, Sedlice und Pilský Mlýn im Nordosten, Láz, Chrášťovice und Leskovice im Osten, Radomyšl, Kaletice und Podolí im Südosten, Klínovice, Únice und Borek im Süden, Mnichov, Střelskohoštická Lhota und Sedlo im Südwesten, Zadní Zborovice und Hlupín im Westen sowie Mečichov, V Horách, Chalupy und Nahošín im Nordwesten.

## Geschichte
Archäologische Funde belegen eine frühzeitliche Besiedlung des Gemeindegebietes. In der Umgebung von Třebohostice wurden vier Hügelgräber der Hallstattzeit aus der Zeit von 1000 v. Chr. bis 500 v. Chr. gefunden, in einem befanden sich auch Reste von Keramik. Auf dem Hügel Zámek befand sich während der späten Hallstattzeit und der Latènezeit zwischen dem 5. Jahrhundert v. Chr. und dem 1. Jahrhundert eine keltische Burgstätte. Diese entstand wahrscheinlich zum Schutz des Prachiner Steiges und wird dem Herrschaftsbereich des Fürsten vom Věnec zugerechnet.
Das Dorf wurde vermutlich im 14. Jahrhundert gegründet. Die erste schriftliche Erwähnung von Třebohostice erfolgte 1357, als Bašek von Blatná das Dorf von seinem Onkel Wilhelm von Strakonitz erwarb. Nachfolgend gehörte Třebohostice bis ins 19. Jahrhundert zur Herrschaft Blatná, Besitzer waren nach 1408 u. a. die Herren Lev von Rosental, von Sternberg, Rozdrazowsky von Rozdrazow und ab 1798 die Freiherren Hildprandt von Ottenhausen. Zu Beginn des 19. Jahrhunderts wurde das Dorf dem Gut Bratronitz zugeschlagen. Im Jahre 1840 bestand Střebohostitz aus 42 Häusern mit 265 Einwohnern. Pfarrort war Radomischel. Bis zur Mitte des 19. Jahrhunderts blieb Střebohostitz dem Gut Bratronitz untertänig.
Nach der Aufhebung der Patrimonialherrschaften bildete Střebohostice/Střebohostitz ab 1850 eine Gemeinde in der Bezirkshauptmannschaft und dem Gerichtsbezirk Strakonice. Der heutige Ortsname Třebohostice wurde in den 1890er Jahren eingeführt. 1964 wurden Zadní Zborovice, Únice und Hubenov eingemeindet. Nach einem Referendum lösten sich Únice und Hubenov am 24. November 1990 wieder los und bildeten eine eigene Gemeinde.

## Kultur und Sehenswürdigkeiten

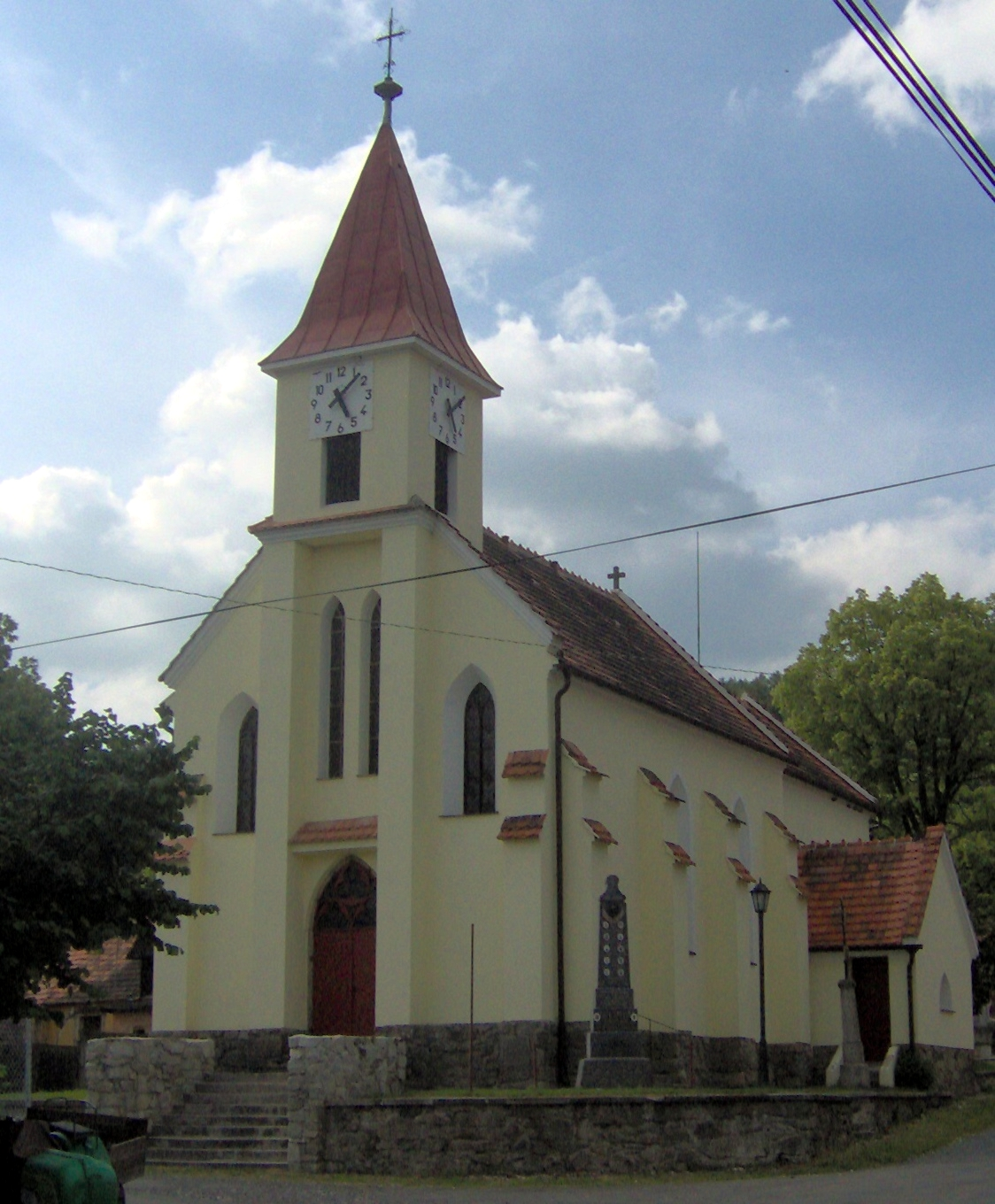
Kirche der hl. Ludmilla in Zadní Zborovice

- Neogotische Kirche der hl. Ludmilla in Zadní Zborovice, errichtet 1935 anstelle eine Glockenturmes
- Kapelle in Třebohostice, errichtet 1795. Sie wurde im Jahre 1995 saniert.
- Bildstock und Holzkreuz, östlich von Třebohostice
- Reste der keltischen Burgstätte auf dem Hügel Zámek, erhalten ist ein sechs Meter hoher elliptischer Wall mit einem Umfang von 422 Metern.